# شهرستان تایشون
شهرستان تایشون (به لاتین: Taishun County) یک شهرستان‌های جمهوری خلق چین در چین است که در ونژو واقع شده‌است.